# NGC 4889
NGC 4889 (również NGC 4884, PGC 44715 lub UGC 8110) – galaktyka eliptyczna (E), znajdująca się w gwiazdozbiorze Warkocza Bereniki. Jest najjaśniejszą galaktyką gromady galaktyk Abell 1656, nazywanej Gromadą Warkocza Bereniki.
Została odkryta 11 kwietnia 1785 roku przez Williama Herschela. Kilka razy obserwował ją też Heinrich Louis d’Arrest. W trakcie jednej z obserwacji (22 kwietnia 1865 roku) niedokładnie obliczył jej pozycję, co zaowocowało błędem i dwukrotnym skatalogowaniem przez niego galaktyki, jako że pozycja ta różniła się od tych z innych obserwacji. John Dreyer, zestawiając swój katalog, błędu tego nie wyłapał i skatalogował obserwację Herschela jako NGC 4889, a obserwację d’Arresta z błędną pozycją jako NGC 4884.
W centrum galaktyki znajduje się druga najcięższa znana (2012) supermasywna czarna dziura o masie pomiędzy 5,5 a 37 miliardów mas Słońca (wartość uśredniona 21 mld M☉). Druga czarna dziura o dużej masie odkryta przez ten sam zespół astronomów znajduje się w centrum galaktyki NGC 3842.